# Canton de Saales
Le canton de Saales est une ancienne division administrative française, située dans le département du Bas-Rhin, en région Grand Est.

## Géographie
Le canton de Saales se trouvait à l'extrémité sud-ouest du département du Bas-Rhin, à la limite avec celui des Vosges.

## Histoire
Le canton de Saales est créé en 1790 au sein du département des Vosges. En 1871, en application du traité de Francfort, une partie du canton est annexée par l'Empire allemand jusqu'en 1918, le reste formant le canton de Provenchères-sur-Fave. Lors de sa réintégration à la France, le canton de Saales est rattaché au département du Bas-Rhin.
Par le décret du 18 février 2014, le canton est supprimé à compter des élections départementales de mars 2015. Il est englobé dans le canton de Mutzig.

## Composition
Le canton de Saales comprenait sept communes et était le moins peuplé du département :
- Bourg-Bruche : 454 habitants
- Colroy-la-Roche : 477 habitants
- Plaine : 992 habitants
- Ranrupt : 343 habitants
- Saales (chef-lieu) : 940 habitants
- Saint-Blaise-la-Roche : 228 habitants
- Saulxures : 526 habitants

## Représentation

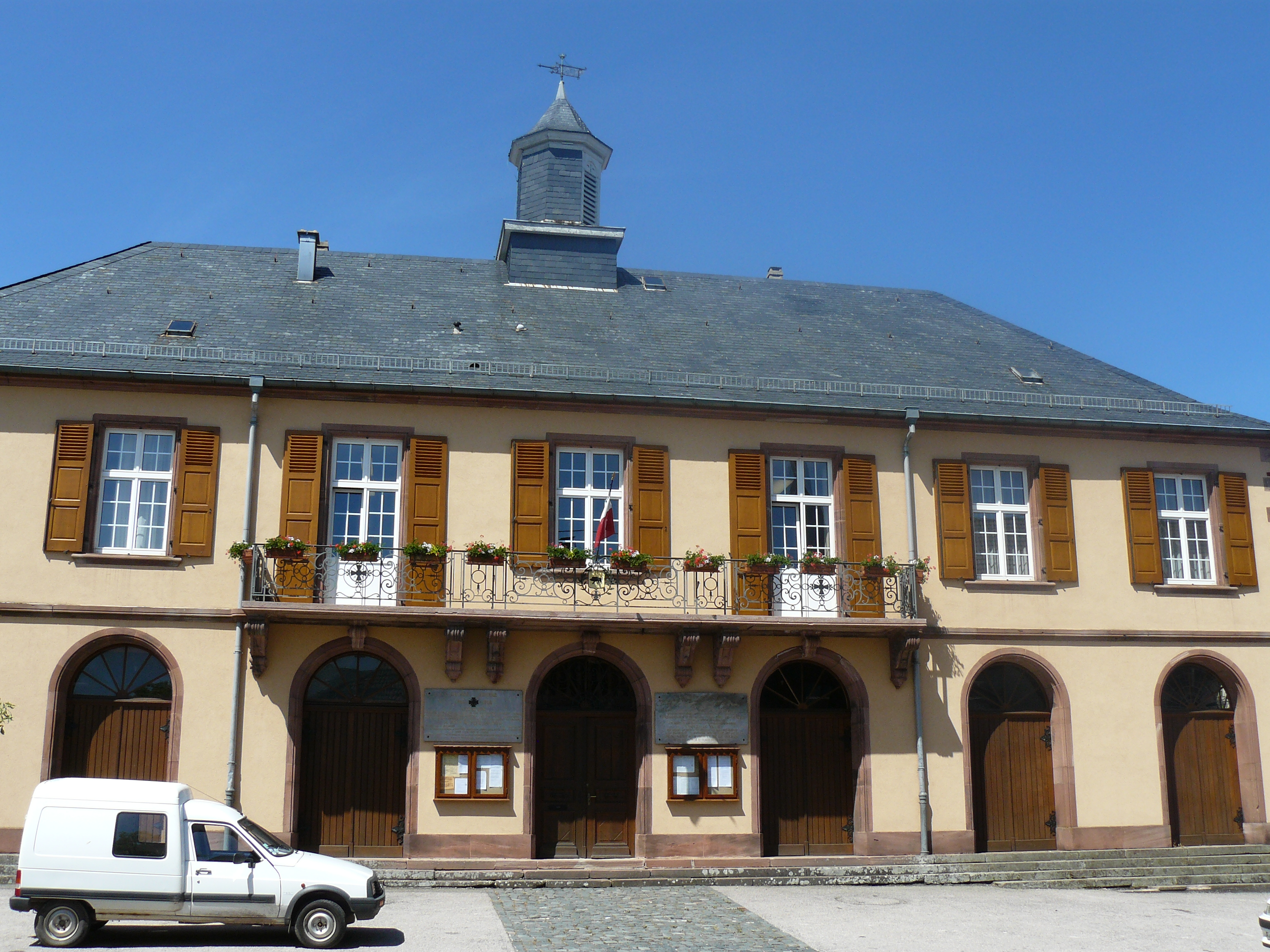
Mairie de Saales

### Conseillers d'arrondissement (de 1833 à 1940)
| Période                                  | Période | Identité         | Étiquette | Qualité |
| ---------------------------------------- | ------- | ---------------- | --------- | --- |
| 1833                                     | 1852    | Charles d'Olonne |           | Chef d'escadron en disponibilité, propriétaire à Saint-Dié Elu en 1852 conseiller général du canton de Saint-Dié |
|                                          |         |                  |           | |
| 1919                                     | 1928    | Arthur Galland   | ?         | Cultivateur et négociant à Saint-Blaise-la-Roche                                                                 |
| 1928                                     | 1940    | M. Hazemann      |           | Propriétaire, directeur d'usine, maire de Ranrupt                                                                |
| 1940                                     |         |                  |           | Les conseils d'arrondissement ont été suspendus par la loi du 12 octobre 1940 et n'ont jamais été réactivés      |
| Les données manquantes sont à compléter. |         |                  |           | |

### Conseillers généraux de 1833 à 2015
| Période           | Identité                        | Parti        | Qualité |
| ----------------- | ------------------------------- | ------------ | --- |
| 1833-1865 (décès) | Louis Melchior Febvrel          |              | Président du Tribunal civil de Saint-Dié Également élu conseiller d'arrondissement du canton de Brouvelieures                                                                                              |
| 1865-1870         | Prospère Géhin                  |              | Notaire, propriétaire Maire de Provenchères-sur-Fave (1881-1884) |
| 1870-1871         | Paul Champy                     |              | Industriel, domicilié au Beulay |
|                   |                                 |              | |
| 1919-1925         | Louis Thiriet                   |              | Négociant à Saales |
| 1925-1940         | Rodolphe Thormann (1882-1961)   | RG           | Industriel et Maire de Saulxures |
|                   |                                 |              | |
| 1945-1955         | Rodolphe Thormann               | DVD puis RPF | Industriel, propriétaire à Saulxures Président du Conseil Général (1949-1951) |
| 1955-1967         | Abbé Pierre Humbert (1914-1987) | MRP          | |
| 1967-1971 (décès) | Louis Evrard (1903-1971)        | DVD          | Maire de Plaine |
| 1971-1985         | René Klausser (1925-2009)       | UDR puis RPR | Médecin, maire de Saales |
| 1985-2004         | Pierre Grandadam                | RPR          | Directeur de l’Association départementale pour l’aménagement des structures des exploitations agricoles du Bas-Rhin Maire de Plaine (1977-2020), président de la communauté de communes de la Haute-Bruche |
| 2004-2015         | Alice Morel                     | SE puis DVD  | Cadre Maire de Bellefosse (depuis 1977) |

## Résultats élections cantonales
Élections de 2011:
1er tour :
```
   Inscrits : 2988
   Abstentions : 1394 (46,65 %)
   Votants : 1594 (53,35 %)
   Blancs et nuls : 73 (2,44 %)
   Exprimés : 1521 (50,90 %)
```

Alice Morel (DVD) 60,6 % (921 voix)
Renaud Fausser (PS) 39,5 % (600 voix)

## Démographie
| 1962  | 1968  | 1975  | 1982  | 1990  | 1999  | 2006  | 2011  | 2012  |
| ----- | ----- | ----- | ----- | ----- | ----- | ----- | ----- | ----- |
| 3 471 | 3 264 | 3 045 | 3 164 | 3 198 | 3 481 | 3 860 | 3 849 | 3 833 |